# Louis Nail
Louis Nail, né le 27 septembre 1864 à Château-Gontier (Mayenne) et mort dans un accident de la route le 25 octobre 1920 à Paris, est un homme politique français. Après des études de droit à l'université de Rennes, il s'engage en politique dans la région de Lorient, et y entretient une grande rivalité avec Paul Guieysse.
Lors de ses mandats comme maire de Lorient, il engage une politique de travaux qui voient la destruction des remparts de la ville, ainsi que le développement des aides et structures sociales de la ville. Dans le cadre de la querelle des inventaires, Nail entretient une opposition frontale avec l'Église, et fait procéder à la destruction de plusieurs structures religieuses, dont le monument expiatoire de la ville.
Élu député du Morbihan, son action à la chambre se concentre sur des questions maritimes et budgétaire. Il devient par la suite sous-secrétaire d'État à la Marine marchande pendant la première guerre mondiale et doit à ce titre gérer le renouvellement de la flotte marchande à la suite des pertes de guerre, et assurer le ravitaillement en biens stratégiques. Il occupe par la suite la fonction de ministre de la Justice.

## Enfance et débuts
Louis Léon Jules Nail naît le 27 septembre 1864 à Château-Gontier. Il est le fils de Louis Félix Nail (1836-1890) et de Clémentine Julie Rivière (1840-1893). Il s'inscrit à l'université de Rennes en droit, puis une fois diplômé travaille un temps à Rennes. Il s'installe par la suite à Lorient où il exerce comme avocat de 1889 à 1910,.
Il épouse Eugénie Marie Jéhanno le 3 juin 1895.

## Carrière politique

### Mairie de Lorient
Après avoir adhéré au parti radical-socialiste, il intègre le conseil municipal de Lorient le 15 juin 1893, alors âgé de 29 ans. Il prend part à la vie de la cité, et devient président de la société scolaire de secours mutuels et de retraites, et participe à des conférences de l'université populaire de Lorient et à la société républicaine d'instruction. Il prend part à la campagne électorale de 1896 lorsque le maire Édouard Broni cherche à se faire réélire, et devient son second adjoint à l'issue de celle-ci. Il est alors le plus jeune conseiller de l'assemblée. Il devient premier adjoint lorsque Édouard Broni démissionne au profit d'Adolphe L'Helgoualc'h. Il continue de siéger dans la majorité lorsque Joseph Talvas est élu maire de Lorient le 15 mai 1904. Le suicide de ce dernier le 5 novembre 1904, alors mis en cause dans le cadre de l'affaire des fiches, propulse Nail à la tête de la ville. Il est élu maire par le conseil municipal le 18 décembre 1904.
Louis Nail commence son mandat dans un contexte de séparation des Églises et de l'État et de querelle des inventaires. Il doit faire face à une opposition importante menée par le prêtre de Lorient et futur évêque de Quimper Adolphe Duparc. Louis Nail est présent en personne lorsque l'inventaire de l'église Saint-Louis est effectué le 1er mars 1906, appuyé par un important dispositif policier. Sa présence est alors vu comme une provocation par Adolphe Duparc. La municipalité prend l'initiative dans la nuit du 3 septembre au 4 septembre 1906 de démolir l'ensemble des croix et des calvaires de la ville, y compris le Monument expiatoire de Lorient pourtant situé sur un terrain privé. La municipalité est alors attaquée en justice et condamnées concernant la destruction de ce dernier monument.
La manière dont Louis Nail s'oppose à l'Église est exploitée par l'opposition conservatrice lors des élections municipales de 1908. Menée par Alphonse Sevene, la liste conservatrice utilise ainsi les dissensions entre radicaux et socialistes, entre partisans de Louis Nail et de Paul Guieysse. Si Nail est réélu, les conservateurs placent sept élus au conseil municipal.
La ville connait une vague de travaux sous ses mandats. Les remparts de Lorient commencent à être détruits en 1906, la porte du Morbihan étant démantelée en 1908, mais doit fréquemment lutter contre l'administration militaire pour obtenir l'autorisation de ces travaux. Il fait détruire plusieurs parties du rempart sans avoir obtenu l'accord des militaires, et est à plusieurs reprises verbalisé. Un réseau d'eau potable est aussi développé ; le 12 décembre 1908 la captation des eaux du Scorff est décidé, avec la création d'une usine d'ozone. Le port de commerce de la ville voit son quai agrandi, et une passerelle est construite sur le Scorff. De nombreuses aides et structures sociales sont aussi créées, allant de la gratuité des fournitures scolaires à l'aménagement de bains douches municipaux. Alors député, il refuse de se représenter à la mairie en 1912, et Pierre-Louis Esvelin qui est élu sur sa liste lui succède.
Il continue par la suite d'agir en faveur de la ville. Il cherche à obtenir la création d'un grand port de pêche à Lorient pendant plusieurs années. Ce projet commence à se concrétiser lorsqu'il rencontre l'ingénieur Henry Verrière, qui lui propose une implantation dans le quartier de Keroman. Le projet est présenté à Fernand Bouisson, alors haut-commissaire de la marine marchande. Nail, alors ministre de la Justice utilise son poids politique pour que le projet soit retenu, et des crédits pour la construction du port de pêche de Keroman sont alors obtenus.

### Conseil général du Morbihan
Il est élu au conseil général du Morbihan en 1898, et siège dans l'opposition, le département étant largement dominé par les conservateurs. Il s'impose rapidement au sein de son groupe dont il devient le porte parole. Il est élu à la tête du conseil général du Morbihan le 8 septembre 1913 en battant le candidat conservateur Paul-Henri Lanjuinais.

### Député de Lorient
Nail envisage dès 1898 de se présenter aux élections législatives. Il est ainsi désigné comme candidat lors du congrès républicain d'Auray, mais se désiste en faveur de Joseph Jacob, qui se fait élire député. Il est de nouveau désigné comme candidat républicain pour les législatives de 1902, mais doit faire face à une candidature radicale dissidente de Le Gloahec, suscitée par Paul Guieysse. Le camp radical divisé perd l'élection.
Les tensions entre Louis Nail et Paul Guieysse montent pendant les années 1900. Nail se présente ainsi face à ce dernier lors des élections législatives de 1910, et l'attaque pendant sa campagne. Il se place derrière Guieysse à l'issue du premier tour, mais refuse de se retirer. Il est alors critiqué par les soutiens de Guieysse qui l'accusent de rendre possible une élection du candidat conservateur, Alphonse Sevene. Nail remporte cependant l'élection et devient alors député.
Il fait partie du groupe parlementaire radical-socialiste, ainsi que de plusieurs commissions dès son premier mandat (marine, économies, pensions civiles). Son travail se concentre sur les questions budgétaires et militaires. Il rédige notamment en 1912 un programme naval qu'il soumet au parlement, et en 1913 il devient rapporteur du budget des finances. Il est largement réélu lors des élections législatives de 1914, alors que le fils de Paul Guieysse, Marcel Guieysse lui fait face dans la circonscription. Pendant ce second mandat, partisan de l'Union sacrée, il fait partie des commissions des crédits et du budget, ainsi que ce celle de la marine. Il est le rapporteur des projets de lois de programmation navale et des cadres du génie maritime, et joue un rôle important dans l'interdiction de l'absinthe et la mise en chantier de deux nouveaux cuirassés. Il agit aussi pour que les navires de pêche puissent être réparés par la Marine, et que les pertes de navires de pêche dues au conflit soient couvertes au titre des dommages de guerre.

### Carrière ministérielle
Fort de son expérience comme député dans les questions maritimes, il est choisi pour intégrer le gouvernement d'Aristide Briand comme Sous-secrétaire d'État à la Marine, chargé de la Marine Marchande à partir du 29 octobre 1915. Alors que la Première Guerre mondiale entraine de nombreuses pertes dans la marine marchande française, Louis Nail doit organiser la reconstitution de celle-ci et s'occuper des questions de ravitaillement en matières premières, en vivres, et en munitions. Il conserve ce poste jusqu'à la chute du gouvernement Briand en juillet 1917, date à laquelle il est remplacé par Anatole de Monzie.
Il est nommé ministre de la Justice dans le 2e gouvernement de Georges Clemenceau à partir du 16 novembre 1917. Il traite alors de questions liées aux loyers, à la naturalisation, et au statut des magistrats, et intensifie la répression contre les profiteurs de guerre. Il occupe cette fonction jusqu'au 18 janvier 1920, date à laquelle le chef du gouvernement Georges Clemenceau est battu lors d'un scrutin et doit présenter la démission de son gouvernement.

## Fin de vie et héritage
Il est renversé par une voiture rue de Castiglione à Paris le 25 octobre 1920. Transporté à l'Hôpital de la Charité de Paris, il y meurt le jour même des suites de ses blessures. Une cérémonie d'hommage est organisée à l'Église Saint-Sulpice de Paris à laquelle assiste plusieurs ministres et personnalités politiques de premier plan, puis sa dépouille est acheminée par train à Lorient,. Il est enterré au cimetière de Carnel le 30 octobre 1920 en présence de nombreuses personnalités locales et régionales, le cortège funèbre attirant une foule nombreuse dans les rues de Lorient.
Une souscription est lancée en 1921 par un « comité Nail » pour ériger un monument en son honneur à Lorient. Celui-ci est placé dans le centre-ville ; après avoir survécu aux bombardements que connaît la ville pendant la Seconde Guerre mondiale, il est déplacé à proximité du port de pêche de la ville.